# Araneus scutigerens
Araneus scutigerens är en spindelart som beskrevs av Henry Roughton Hogg 1900. Araneus scutigerens ingår i släktet Araneus och familjen hjulspindlar.
Artens utbredningsområde är Victoria, Australien. Inga underarter finns listade i Catalogue of Life.